# Effelter

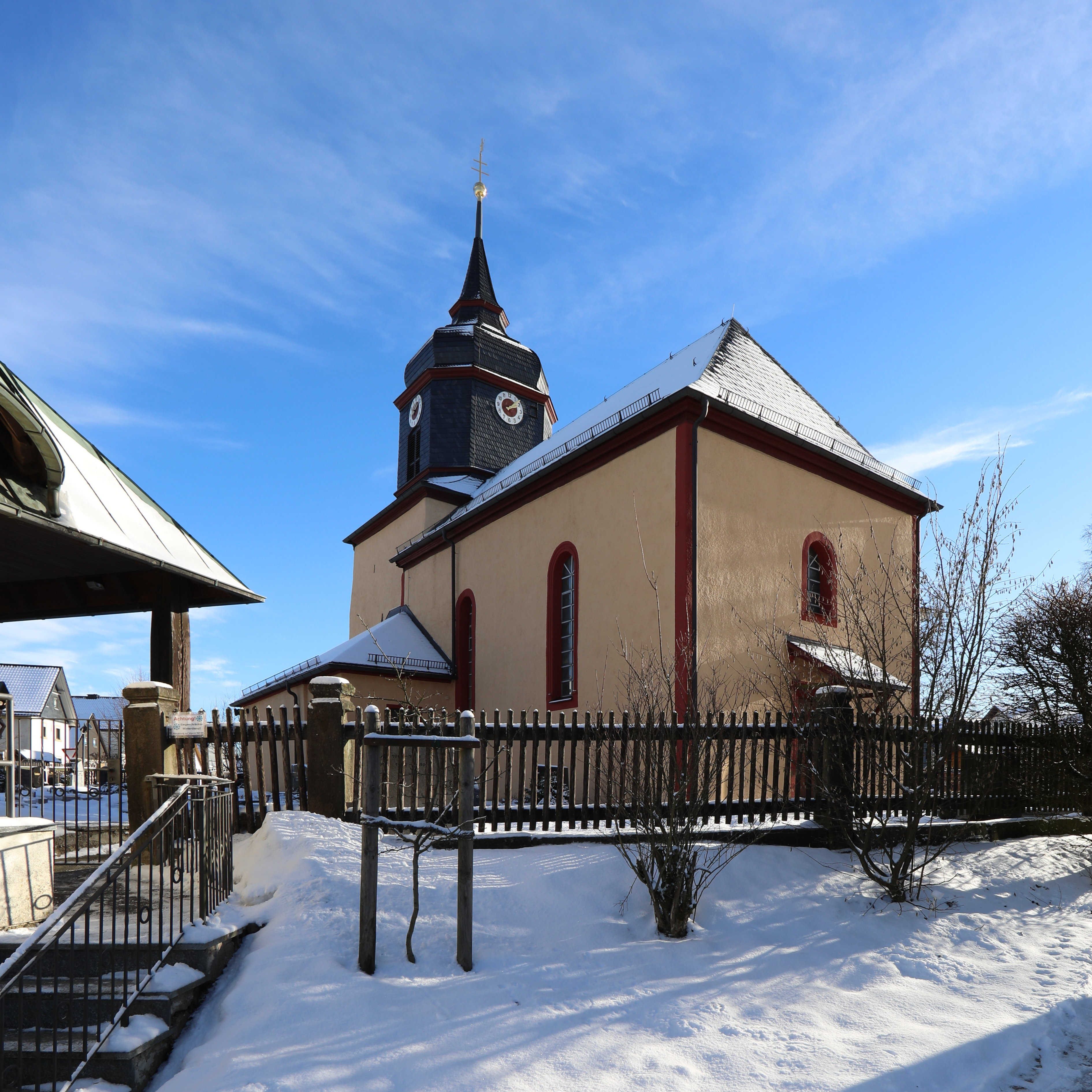
St. Petrus und Paulus

Effelter ist ein Gemeindeteil von Wilhelmsthal und eine Gemarkung im oberfränkischen Landkreis Kronach in Bayern.

## Geographie
Das Kirchdorf Effelter liegt im Naturpark Frankenwald auf einem Bergsattel. Zu den Seiten des Bergsattels erstrecken sich die Täler der Grümpel im Osten und des Dober und der Kremnitz im Westen.
Effelter ist ein typisches Quellangerdorf in Sattellage mit Waldhufenflur und einem elliptischen Dorfgrundriss. Die ehemals einheitlich verschieferten, meist eingeschossigen Wohnstallbauten des 18. und 19. Jahrhunderts gruppieren sich mit ihrer Giebelfront zum elliptisch angelegten Dorfanger und der dortigen, im Erscheinungsbild von 1809 erhaltenen, Kirche. Von ihnen ausgehend verlaufen Flurstreifen (sogenannte Hufen) parallel bis zur Gemarkungsgrenze. Von den ursprünglich an den Enden des Dorfangers angeordneten zwei Quellmulden besteht noch die östliche. Westlich unterhalb des Dorfes schließen sich um den Mühlaltn-Teich einige Anwesen neueren Baudatums an. Im Tal der Dober unterhalb des Dorfes liegt die Effeltermühle. Die Staatsstraße 2200 führt nach Tschirn (fünf Kilometer nordöstlich) bzw. nach Lahm (drei Kilometer südwestlich).
Die Gemarkung Effelter besteht aus drei Gemarkungsteilen und hat eine Gesamtfläche von 14,3857 km². Auf dem Gebiet der Gemeinde Wilhelmsthal liegt der Gemarkungsteil 2, auf Gemeindegebiet von Steinwiesen der Gemarkungsteil 1. Der Gemarkungsteil 0 ist deckungsgleich mit dem gemeindefreien Gebiet Birnbaum.

## Etymologie
Der Ortsname geht zurück auf die althochdeutsche Wortwurzel apholtra und weist auf Apfelbaumpflanzungen hin. Wegen dieser Namensherleitung feiern die Effelter im zweijährlichen Turnus jeweils Anfang September das Apfelfest und küren eine Apfelkönigin.

## Geschichte
Die Besiedelung des Frankenwaldes (Nortwald) durch Rodungssiedlungen begann auf Geheiß der Bamberger Bischöfe Mitte des 12. Jahrhunderts. Es wird davon ausgegangen, dass die Ortsgründung zwischen 1187 und 1210 erfolgte.:S. 36 Effelter wurde 1223 erstmals in einer Stiftungsurkunde des Herzogs Otto VII. von Meranien für das Kloster Banz als „Effelteren“ erwähnt. Effelter kam dann in der Zeit zwischen 1325 und 1348 in den Besitz des Klosters Langheim.:S. 40 Es gehörte ursprünglich zum so genannten Eigen Teuschnitz. Dieses ging 1388 in das Eigentum des Hochstifts Bamberg über.
Im Jahr 1507 wohnten 22 Hausbesitzer und ein Schultheiß in dem Dorf, das 151⁄2 Güter hatte.:S. 36 Im Jahr 1620 gab es 151⁄2 Güter mit 35 Besitzern, drei Häuser der Gemeinde, zwei Schneidmühlen und ein Hirtenhaus.:S. 44
Gegen Ende des 18. Jahrhunderts gab es in Effelter mit der Effeltermühle 40 Anwesen (1 Gut, 1 Dreiviertelgut, 1 Fünfachtelgut, 20 halbe Güter, 8 Viertelgüter, 1 Achtelgut, 5 Tropfhäuser, 1 Mahl- und Schneidmühle). Das Hochgericht übte das bambergische Centamt Kronach aus. Die Dorf- und Gemeindeherrschaft hatte das Vogteiamt Kronach inne, die Grundherrschaft über alle Anwesen das Kastenamt Kronach. Neben den Anwesen gab es 1 Kirche, 1 Schulhaus, 1 Gemeindeschmiede und 2 Viertelgüter, die zu der Zeit unbewohnt waren.:S. 468
Infolge der Säkularisation kam der Ort 1803 zu Bayern. Am 2. Juli 1807 zerstörte ein Großbrand 60 Gebäude. Darunter waren auch die Kirche und die Schule.:S. 48
Mit dem Ersten Gemeindeedikt wurde Effelter dem 1808 gebildeten Steuerdistrikt Birnbaum zugewiesen. Mit dem Zweiten Gemeindeedikt entstand 1818 die Ruralgemeinde Effelter, zu der Effeltermühle gehörte. Sie war in Verwaltung und Gerichtsbarkeit dem Landgericht Teuschnitz zugeordnet und in der Finanzverwaltung dem Rentamt Rothenkirchen (1919 in Finanzamt Rothenkirchen umbenannt). 1837 wurde Effelter dem Landgericht Nordhalben zugewiesen. Von 1862 bis 1880 und von 1888 bis 1931 gehörte Effelter zum Bezirksamt Teuschnitz, von 1880 bis 1888 und ab 1931 zum Bezirksamt Kronach (ab 1939 Landkreis Kronach). Die Gerichtsbarkeit blieb beim Landgericht Nordhalben (1879 in das Amtsgericht Nordhalben umgewandelt), seit 1929 ist das Amtsgericht Kronach zuständig. Die Finanzverwaltung übernahm 1929 das Finanzamt Kronach.:S. 579 Die Gemeinde hatte 1885 eine Fläche von 14,387 km², die sich vor 1904 auf 6,316 km² und vor 1964 auf 6,001 km² verringerte. 1888 wurde die Freiwillige Feuerwehr gegründet.
Am 1. Mai 1978 wurde Effelter im Zuge der Gebietsreform in Bayern in die Gemeinde Wilhelmsthal eingegliedert. Beim 13. Bundeswettbewerb Unser Dorf soll schöner werden wurde 1985 Effelter Sieger auf Kreisebene.:S. 50 Im Jahr 2000 feierte Effelter 777 Jahre Erstnennung mit zahlreichen Veranstaltungen.

### Baudenkmäler
Die katholische Filialkirche St. Peter und Paul befindet sich im Zentrum des Dorfes, vom historisch gewachsenen Friedhof umgeben. Sie wurde um 1400 ursprünglich als zweiachsige Chorturmkirche unter dem Patronat von St. Jakobus errichtet. Das Kirchweihfest wird am Sonntag nach Jakobus gefeiert. Die Sakristei entstand im 16./17. Jahrhundert. 1486 wurde die Kirchengemeinde Effelter erstmals urkundlich erwähnt. 1809 erhielt das Gotteshaus nach einem Großbrand mit einer Langhausverlängerung um eine Fensterachse und mit einem Walmdach seine heutige Gestalt. Es bekam die barocke Inneneinrichtung von der entweihten St. Martinskirche in Kronach. Zur Ausstattung gehört eine Muttergottesstatue mit Kind und Strahlenkranz aus dem 15. Jahrhundert. Von 2007 bis 2009 erfolgte eine Generalsanierung.
In der Liste der Baudenkmäler in Effelter sind insgesamt zwölf Baudenkmäler aufgeführt.

### Einwohnerentwicklung
Gemeinde Effelter
| Jahr | Einwohner | Häuser | Quelle |
| ---- | --------- | ------ | ------ |
| 1840 | 338       |        | [ 14 ] |
| 1852 | 329       |        | [ 14 ] |
| 1855 | 322       |        | [ 14 ] |
| 1861 | 317       |        | [ 15 ] |
| 1867 | 315       |        | [ 16 ] |
| 1871 | 315       | 54     | [ 17 ] |
| 1875 | 320       |        | [ 18 ] |
| 1880 | 333       |        | [ 19 ] |
| 1885 | 344       | 55     | [ 11 ] |
| 1890 | 314       | 55     | [ 20 ] |
| 1895 | 313       |        | [ 14 ] |
| 1900 | 321       | 57     | [ 12 ] |

| Jahr | Einwohner | Häuser | Quelle |
| ---- | --------- | ------ | ------ |
| 1905 | 303       |        | [ 14 ] |
| 1910 | 337       |        | [ 21 ] |
| 1919 | 319       |        | [ 14 ] |
| 1925 | 344       | 63     | [ 22 ] |
| 1933 | 346       |        | [ 23 ] |
| 1939 | 363       |        | [ 23 ] |
| 1946 | 391       |        | [ 23 ] |
| 1950 | 357       | 64     | [ 24 ] |
| 1952 | 350       |        | [ 23 ] |
| 1961 | 341       | 70     | [ 1 ]  |
| 1970 | 318       |        | [ 25 ] |

Kirchdorf Effelter
| Jahr      | 001818  | 001861 | 001871 | 001885 | 001900 | 001925 | 001950 | 001961 | 001970 | 001987 | 002000 | 002015 |
| Einwohner | 283 *   | 294    | 306    | 336    | 312    | 339    | 352    | 334    | 314    | 311    | 315 *  | 244 *  |
| Häuser    | 38 *    |        |        | 54     | 56     | 62     | 63     | 69     |        | 67     |        |        |
| Quelle    | :S. 579 | [ 15 ] | [ 17 ] | [ 11 ] | [ 12 ] | [ 22 ] | [ 24 ] | [ 1 ]  | [ 25 ] | [ 26 ] |        | [ 2 ]  |

## Religion
98 % der Einwohner sind katholisch und Mitglieder der Filialkirchengemeinde St. Peter und Paul.
Diese gehört zur fast 700 Jahre alten Pfarrei St. Ägidius im Nachbarort Lahm.

## Wirtschaft und Infrastruktur

### Forstwirtschaft und Flößerei
Die Forstwirtschaft bildete lange neben der Landwirtschaft das wirtschaftliche Rückgrat des Ortes. Im Zusammenhang mit der Forstwirtschaft wurde von den Dorfbewohnern lange auch die Flößerei betrieben.
Die im Winter geschlagenen Langhölzer wurden mit dem Schmelzwasser in Richtung Main geflößt, wo sie zu Flößen zusammengebaut und teilweise bis in die Niederlande geflößt wurden.
Der Flößerei haben die Effelterer ihren Necknamen „Effeltere Katznflüeße“ (Effelterer Katzenflößer) zu verdanken. Nach einer Anekdote sollen Effelterer Flößer einst eine Katze vor dem Ersaufen gerettet haben und am Floß festgebunden haben, so dass das Tier die gesamte Floßreise mitmachen musste.

### Bioenergiedorf
Effelter ist ein Bioenergiedorf. Die zentrale Energieversorgung besteht zum einen aus einer Biogasanlage mit einem angeschlossenen Blockheizkraftwerk mit zweimal 65 kW elektrischer Leistung und zum anderen aus einem zentralen Heizwerk mit einer Holzhackschnitzelheizung mit 500 kW Wärmeleistung. Das erzeugte Warmwasser wird über ein knapp 2500 Meter langes Nahwärmenetz an die Haushalte verteilt. Etwa 60 % der Haushalte und alle öffentlichen Gebäude waren 2017 angeschlossen. Zusätzlich gibt es im Ort dezentrale Photovoltaikanlagen auf einzelnen Gebäudedächern.
Das nachhaltige Energieversorgungskonzept Effelters wurde mehrfach ausgezeichnet, so mit dem Preis Bioenergiedörfer 2010 des Bundesministeriums für Ernährung, Landwirtschaft und Verbraucherschutz und der Bayerischen Staatsmedaille für Verdienste um die Umwelt.

### Schule
Im Jahr 1674 errichtete die Gemeinde ein Schulhaus in der Nähe der Kirche. Unterricht fand in den Wintermonaten statt. Am 2. Juli 1807 wurde das Gebäude durch einen Brand, wie große Teile des Dorfes, zerstört. Im Jahr 1808 war das einstöckige Schulhaus wiederaufgebaut. Neben dem Schulzimmer hatte es eine Lehrerwohnung. 24 Jungen und 26 Mädchen besuchten 1884 die Werktagsschule und  9 Jungen sowie 14 Mädchen die Sonntagsschule. Im Jahr 1890 ließ die Gemeinde das Gebäude um ein Geschoss aufstocken.:S. 89
Am 2. Oktober 1950 wurde der Grundstein für ein neues Schulhaus westlich der Kirche gelegt, das 1957 eingeweiht wurde und 172.000 DM kostete. 1955 zählte die Gemeinde 21 Schulkinder. In dem Schulhausneubau waren zwei große Schulsäle mit Lehrerzimmer, eine Schulküche, ein Werkraum, Lehrmittelräume und eine Lehrerwohnung untergebracht. Neben den acht Klassen der Volksschule, jeweils vier in einem Raum, wurden auch landwirtschaftliche Berufsschüler unterrichtet. Im Jahr 1969 wurde Effelter mit Lahm und Hesselbach zum Schulverband vereinigt, zwei Jahre später folgte zusätzlich mit Wilhelmsthal, Steinberg und Friesen der Schulverband Kronachtal. Während dieser Zeit hatten zwei Klassen Unterricht in Effelter. Nach der Eröffnung des Kronacher Schulzentrums wurde das Schulhaus 1980 geschlossen.:S. 88 Die Grundschüler besuchten die Kronachtalschule in Wilhelmsthal. Seit 2013 ist die Grundschule Wilhelmsthal in einem Neubau untergebracht.
Das Schulhaus von 1957 wurde 2020 abgebrochen und durch ein Dorfgemeinschaftshaus ersetzt. Beim alten, denkmalgeschützten Schulhaus aus dem 19. Jahrhundert wurde das Obergeschoss wieder entfernt und dort ein Jugendzentrum eingerichtet.

## Söhne und Töchter der Ortschaft
- Werner Ehrlicher, Wirtschaftswissenschaftler